# Liane Haid

Liane Haid op vliegveld Zürich-Dübendorf, 13 juni 1935

Juliane Haid (Wenen, 16 augustus 1895 - Wabern, Zwitserland, 28 november 2000), bekend als Liane Haid, was een Oostenrijkse actrice en zangeres.

## Levensloop en carrière
Liane Haid werd geboren in 1895. Haar vader Georg Haid (1864-1951) was luthier van beroep en bouwde citers, gitaren en mandolines. Het voormalig familiebedrijf bestaat nog in Wenen onder de naam Gitarrenhaus Haid. Haar zuster Margarethe Anna (1900-1938) was de filmactrice Grit Haid. Haar carrière liep ongeveer parallel met die van Liane, maar zij stierf al vroeg door een vliegtuigongeluk in het Zwarte Woud waarbij alle inzittenden omkwamen.
Als kind danste Liane al in het ballet van de Wiener Hofoper. Ze debuteerde tijdens de Eerste Wereldoorlog in de patriottische Oostenrijkse film Mit Herz un Hand fürs Vaterland. Ze werkte voor Universum Film AG en speelde vooral in komedies, naast onder meer Theo Lingen en Heinz Rühmann. Ze verwierf de reputatie van 'Oostenrijks eerste filmster' en maakte furore als "Süßes Wiener Mädel" en pin-upgirl. Haar grote internationale doorbraak kwam in 1921 met Lady Hamilton, nadat ze van Wenen naar Berlijn was verhuisd. Ze had in Oostenrijk toen al bijna 30 rollen in stomme films achter de rug,
Haid behoorde tot de acteurs die geen enkele moeite hadden met de overstap van de stomme film naar de geluidsfilm, te beginnen met Der unsterbliche Lump in 1930. Ze had veel succes in operettefilms, waarin ze ook zelf zong. De zangopleiding die ze in haar jeugd had gevolgd kwam daarbij goed van pas. Haar bekendste liederen zijn Adieu mein kleine Gardeofficier uit Das Lied ist aus (1930) en het titellied uit Ungeküsst soll man nicht schlafen gehen (1936), steeds met muziek van Robert Stolz.
Ze kreeg diverse aanbiedingen uit Hollywood, maar die nam ze niet aan. In 1942 vluchtte ze van nazi-Duitsland naar het neutrale Zwitserland, "vanwege het regime, omdat alles in puin lag en omdat alle goede regisseurs weg waren", zoals ze zei.
Ze trouwde driemaal: in 1923 met de grootindustrieel baron Friedrich von Haymerle, die haar hielp haar eigen filmmaatschappij Micco-Film op te richten met een studio in het Weense Schönbrunn, in 1937 met de advocaat en acteur Hans Leopold Somborn, met wie ze in 1940 een zoon Hans Peter Somborn kreeg, en ten slotte in 1943 met de Zwitserse tropenarts Carl Spycher. Voor hem beëindigde ze haar filmcarrière om mee op reis te kunnen naar tropische landen. Haar laatste filmrol, bedoeld als comeback maar weinig succesvol, was in 1953 in Im Krug zum grünen Kranze, ook bekend als Die fünf Karnickel.
Na haar scheiding van Spycher in 1967 woonde ze in Wabern, een gemeente in de buurt van Bern, bij haar zoon Hans Peter, die als de jazzmusicus Pierre Spycher de achternaam van zijn stiefvader droeg. Ze overleed daar in 2000 op 105-jarige leeftijd. Ze werd begraven op het Dornbacher Friedhof in haar geboortestad Wenen.

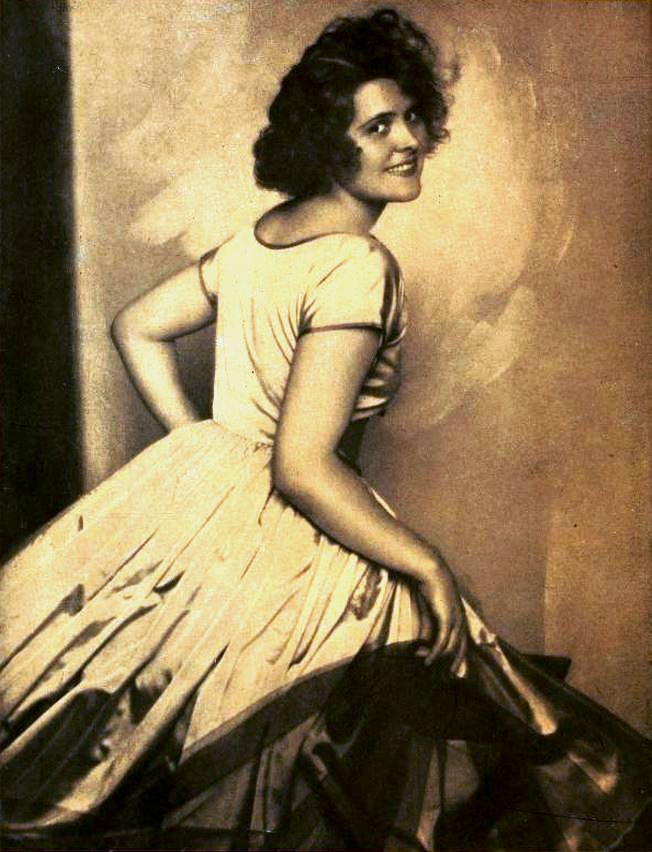
Portret door Edith Barakovich in Shadowland, 1922
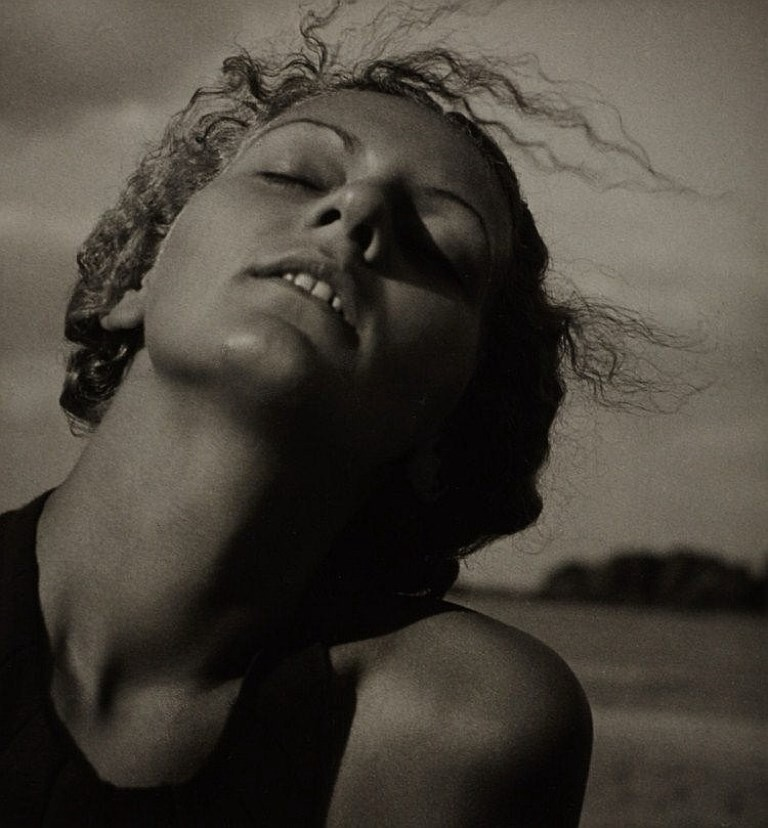
Portret door Rudolf Koppitz, 1930
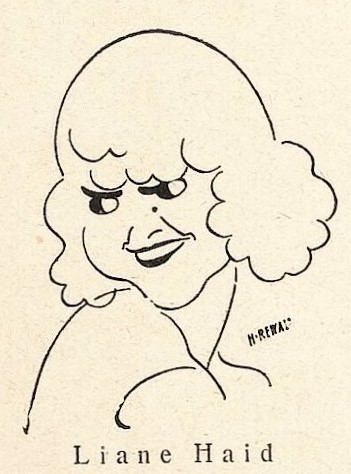
Karikatuur door Hans Rewald, 1929